# Border City Wrestling
Border City Wrestling (BCW) es una promoción de lucha libre profesional independiente propiedad y reservada por Scott D'Amore, y con sede en Windsor, Ontario, Canadá.
Muchos de los empleados de la promoción se formaron en la escuela de lucha libre Can-Am . Después de que la promoción se fusionó brevemente con BSE Pro para crear Maximum Pro Wrestling en 2010, en 2012 se lanzaría una promoción derivada que lleva el nombre de la escuela antes de que BCW reanudara la realización de espectáculos más adelante ese año.

## Historia

### Primeros años (1993-2010)
Border City Wrestling fue fundada a finales de 1992 por Scott D'Amore, Chuck Fader y "The Canadian Destroyer" Doug Chevalier. La base de operaciones de la promoción fue el Centennial Arena de LaSalle, y la mayoría de sus espectáculos se llevaron a cabo en este lugar.  La promoción era conocida por presentar una mezcla de talento local y estrellas de promociones importantes, como WWE (entonces conocida como World Wrestling Federation (WWF)) y Extreme Championship Wrestling (ECW) en los Estados Unidos . 
De 2002 a 2003, BCW tuvo una serie de televisión semanal producida para Cogeco Cable y transmitida en varios mercados de Ontario .   En 2004, BCW se fusionaría con Ontario Championship Wrestling (OCW).  En el evento International Incident de BCW el 15 de septiembre de 2005, el fundador de Impact Wrestling (entonces conocido como Total Nonstop Action Wrestling (TNA)), Jeff Jarrett, derrotó a Raven para ganar el Campeonato Mundial Peso Pesado de la NWA con la ayuda de D'Amore.   
El 3 de febrero de 2010, se anunció que D'Amore había dejado TNA Wrestling y que BCW se fusionaría con BSE Pro de Toronto, dirigida por Jason A. Brown, para convertirse en Maximum Pro Wrestling .  Esta fusión duraría finalmente dos años. 

### Renacimiento (2012-presente)
En agosto de 2012, una rama de BCW conocida como CAN-AM Rising debutó con talentos prometedores, así como ex graduados de la Can-Am Wrestling School de BCW. En el programa de debut. Phil Atlas derrotó a Tyson Dux para convertirse en el nuevo campeón de BCW .  En octubre de ese año, BCW regresó con su primer espectáculo desde que se separó de la fusión BSE.   Un año después, el 19 de octubre de 2013, BCW celebró su espectáculo del vigésimo aniversario en St. Clair College. 
El 9 de mayo de 2014, BCW presentó un evento especial titulado East Meets West, con talento de New Japan Pro-Wrestling .  El evento contó con las apariciones de Shinsuke Nakamura, Kazuchika Okada, Karl Anderson e Hiroshi Tanahashi . 
El evento "Excellence" de BCW, celebrado en octubre de 2014 y encabezado por Bret Hart  atrajo a la mayor multitud de la promoción hasta la fecha.  Como resultado, se convertiría en un evento anual recurrente.  El segundo evento de Excelencia se llevaría a cabo en St. Clair College en octubre siguiente de 2015. 
En la primavera de 2016, BCW revivió su Campeonato BCW Can-Am Tag Team a través de un torneo, que fue ganado por Phil Atlas y Brent Banks después de derrotar a The Fraternity en Spring Loaded 2016 el 28 de mayo de 2016 
En marzo de 2017, BCW formó una asociación con la promoción japonesa Pro Wrestling Noah para intercambiar talentos entre Japón y Canadá. 
El 5 de diciembre de 2017, D'Amore y Don Callis fueron anunciados como los nuevos vicepresidentes ejecutivos de Impact Wrestling .  Como resultado, Impact y BCW comenzaron a trabajar juntos, con el contenido de BCW disponible en el servicio de transmisión de Impact,  y la mayoría de los eventos de BCW sirviendo como grabaciones de televisión tanto para el programa semanal homónimo de Impact como para Xplosion .  
Border City Wrestling anunció su espectáculo del 25 aniversario en julio de 2018, el 6 de octubre en St. Clair College .  El evento fue filmado como parte de la serie de eventos One Night Only de Impact para Global Wrestling Network .

## Campeones
Campeones actuales:
| Campeonato:                          | Campeones actuales:       | Celebrado desde:     |
| ------------------------------------ | ------------------------- | -------------------- |
| Campeonato de peso pesado BCW Can-Am | jake algo                 | 7 de octubre de 2023 |
| Campeonato en parejas BCW Can-Am     | El Reverso y Aiden Prince | 7 de octubre de 2023 |

Campeonatos retirados:
| Campeonato:                         | Último campeón: | Fecha ganada:       |
| ----------------------------------- | --------------- | ------------------- |
| Campeonato de Televisión BCW Can-Am | Natalia Mattson | 15 de julio de 2006 |

## Luchadores
| Nombre del anillo       | Notas                                                                                 |
| ----------------------- | ------------------------------------------------------------------------------------- |
| A-1                     |                                                                                       |
| Príncipe Aiden          | La mitad de los campeones en parejas de BCW                                           |
| Ben Boone               |                                                                                       |
| Brad "Freakin" Martín   |                                                                                       |
| Bancos Brent            | También conocido como Brent B.                                                        |
| Bhupinder Gujjar        |                                                                                       |
| Caleb fotogramas        | Anteriormente conocido como Canalón                                                   |
| Cody Deaner             |                                                                                       |
| Channing Decker         | La mitad de La Fraternidad                                                            |
| El Reverso              | La mitad de los campeones en parejas de BCW                                           |
| Gisele Shaw             |                                                                                       |
| Idris Abraham           | Anteriormente conocido como Abe "Action" Jackson                                      |
| Jade Chung              |                                                                                       |
| Jake O'Reilly           |                                                                                       |
| jake algo               | Campeón actual BCW Can-Am                                                             |
| Joe Coleman             |                                                                                       |
| joe doering             |                                                                                       |
| Juan E. Bravo           |                                                                                       |
| Johnny Devine           |                                                                                       |
| Johnny Playboy          |                                                                                       |
| Johnny Swinger          | Miembro del sindicato                                                                 |
| Jon Bolen               | Miembro del sindicato                                                                 |
| Jimmy Jacobs            |                                                                                       |
| KC Spinelli             |                                                                                       |
| Karou                   |                                                                                       |
| Kongo Kong              | Miembro del sindicato                                                                 |
| carmesí                 | Anteriormente conocido como "CK3" Conrad Kennedy III                                  |
| kurt hendrick           |                                                                                       |
| matrox                  |                                                                                       |
| 'Psicosis' Mike Rollins |                                                                                       |
| Alce                    |                                                                                       |
| Movado misterioso       |                                                                                       |
| 'Increíble' N8 Mattson  |                                                                                       |
| Petey Williams          |                                                                                       |
| Raj Singh               | La mitad de The Desi Hit Squad                                                        |
| Randy Reinado           |                                                                                       |
| Ciudad de RJ            |                                                                                       |
| Rohit Raju              | La mitad de The Desi Hit Squad                                                        |
| Ryan Wright             |                                                                                       |
| Romero                  |                                                                                       |
| Sebastián Suave         |                                                                                       |
| Scott D'Amore           | Propietario, promotor y booker. También miembro, luchador y gerente de The Syndicate. |
| Sheldon Jean            |                                                                                       |
| Tierra de siena         |                                                                                       |
| piedra rockwell         |                                                                                       |
| Tarik                   |                                                                                       |
| Trent Gibson            | La mitad de La Fraternidad                                                            |
| Tyson Dux               |                                                                                       |

## Salón de la fama de BCW
El Salón de la Fama de BCW es un salón de la fama de la lucha libre profesional mantenido por Border City Wrestling. Se estableció en 2009 para honrar a personalidades selectas de la lucha libre, en su mayoría exalumnos de la promoción con sede en Ontario. La ceremonia de incorporación de la Promoción de 2009, los miembros inaugurales del Salón de la Fama, tuvo lugar en la "Guerra sin Honor" de BCW celebrada en Windsor Armories el 13 de noviembre de 2009. Doug Chevalier y Chuck Fader, los cofundadores originales de BCW junto con Scott D'Amore en 1992, dirigieron la clase, junto con otros antiguos "originales" de BCW. 
| # | Año  | Nombre del anillo (Real name)           | Inducido por | Inducido para | Notas                                                                                               |
| - | ---- | --------------------------------------- | ------------ | ------------- | --------------------------------------------------------------------------------------------------- |
| 1 | 2009 | The Canadian Destroyer (Doug Chevalier) |              | Lucha         | Miembro póstumo; ganó el Campeonato BCW Can-Am (1 vez) y fundador de la BCW Can-Am Wrestling School |
| 2 | 2009 | Chuck Fader                             |              | Promoviendo   | Cofundador de Border City Wrestling                                                                 |
| 3 | 2009 | Otis Apollo                             |              | Lucha         | Ganó el campeonato en parejas BCW Can-Am (5 veces)                                                  |
| 4 | 2009 | Bobby Clancy                            |              | Lucha         | Ganó el campeonato en parejas BCW Can-Am (5 veces)                                                  |
| 5 | 2009 | Mickey Doyle                            |              | Lucha         | Ganó el Campeonato BCW Can-Am (2 veces)                                                             |
| 6 | 2009 | Denny Kass (Dennis Kasprowicz)          |              | Lucha         | Ganó el Campeonato BCW Can-Am (1 vez) y el Campeonato BCW Can-Am Tag Team (1 vez)                   |
| 7 | 2009 | Larry Destiny (Larry Brun)              |              | Lucha         | Ganó el campeonato en parejas BCW Can-Am (1 vez)                                                    |
| 8 | 2009 | Scott D'Amore                           |              | Lucha         | Ganó el Campeonato BCW Can-Am (5 veces) y el Campeonato BCW Can-Am Tag Team (1 vez)                 |
| 9 | 2023 | Jeffrey Scott                           |              | Promoviendo   | Árbitro, locutor, maestro de ceremonias y promotor de BCW desde 1993                                |